# KkStB 493 sorozat
A kkStB 94 sorozat egy szertartályosgőzmozdony-sorozat volt a cs. kir. osztrák Államvasutaknál (k.k. österreichischeStaatsbahnen, kkStB), amely mozdonyokat eredetileg a Schlesien tartományi Schönbrunn-Witkowitz–Königsberg HÉV számára vásároltak.

## Története
A két mozdony 1911-ben 3822 és 3823 gyári számon készült a StEG bécsi mozdonygyárában. A Schönbrunn-Witkowitz–Königsberg HÉV-et a kkStB üzemeltette, így a mozdonyokat beszámozta saját pályaszámrendszere szerint 493.01 493.02 pályaszámokra.
A két mozdony kicsi volt, ám modern kialakítása meglehetősen különbözött a többi HÉV mozdonytól. Feltűnő az alacsony sebesség.
Az első világháború után a Csehszlovák Államvasutakhoz kerültek, ahol 1925-ben a ČSD 300.3 sorozatba osztották be. A törzspályájuk villamosításakor 1926-ban törölték a mozdonyállományból őket és eladták magántársaságnak. A 300.302 később Ostravában az acélgyárban szolgált.

## Fordítás
- Ez a szócikk részben vagy egészben  a   kkStB 493 című német Wikipédia-szócikk fordításán alapul.  Az eredeti cikk szerkesztőit annak laptörténete sorolja fel. Ez a jelzés csupán a megfogalmazás eredetét és a szerzői jogokat jelzi, nem szolgál a cikkben szereplő információk forrásmegjelöléseként. Az eredeti szócikk forrásai szintén ott találhatóak.